# Feira Dançante
Feira Dançante é o vigésimo e quarto disco da banda Mastruz com Leite. Lançado em 1999, emplaca vários sucessos, entre eles Massa de Mandioca, Meu Ex, Dá Notícias, Lição de Vida e Feira Dançante.

## Faixas
1. Meu Ex
2. Massa de Mandioca
3. Não Vou Ficar Sozinha
4. Só o Mie
5. Dá Notícias
6. Viver e Resistir
7. Porque Brigamos
8. Tenho Medo
9. Bate Esteira
10. Por Te Querer
11. Lição de Vida
12. Paixão de Vaqueiro
13. Ainda Te Amo
14. Morena, Me Dá Um Beijo
15. Direitos Iguais
16. Me Chama Triângulo, Me Chama Pandeiro
17. Amor Me Faz Bem
18. Eterno Amor
19. Agora é Tarde
20. Feira Dançante